# Poeciloxestia minuta
Poeciloxestia minuta là một loài bọ cánh cứng trong họ Cerambycidae.